# Nguyễn Nghiễm
Nguyễn Nghiễm (阮儼, 14 tháng 4 năm 1708 – 7 tháng 1 năm 1776) là quan chức, sử gia, nhà thơ thời nhà Lê trung hưng trong lịch sử Việt Nam. Ông có công ổn định tình hình Bắc Hà và tham gia chiến dịch đánh chiếm Phú Xuân của Đàng Trong năm 1774-1775.

## Thân thế
Nguyễn Nghiễm (阮儼) tự Hy Tư(希思), tôn huý Thiều (玿), hiệu Nghi Hiên (毅軒), biệt hiệu Hồng Ngư cư sĩ (鴻魚居士), sinh ngày 14 tháng 3 âm lịch năm Mậu Tý, tức ngày 14 tháng 4 năm 1708 tại làng Tiên Điền huyện Nghi Xuân, tỉnh Hà Tĩnh.
Quê tổ ở làng Canh Hoạch, huyện Thanh Oai, trấn Sơn Nam (nay thuộc Hà Nội). Vào đầu thế kỷ 17, tổ 6 đời của ông là Nguyễn Nhiệm (cháu Nguyễn Thiến nhà Mạc) vào Tiên Điền sinh cơ lập nghiệp.
Năm 1724 đời Lê Dụ Tông, Nguyễn Nghiễm đỗ thi Hương khi mới 17 tuổi. Năm 1731 dươi triều vua Lê Duy Phường, ông đỗ Hoàng giáp (nhị giáp tiến sĩ) lúc 24 tuổi. Ngoài ông, anh em họ Nguyễn Tiên Điền còn có Nguyễn Huệ đỗ tiến sĩ và Nguyễn Trọng cũng đỗ đệ nhị giáp tiến sĩ như Nguyễn Nghiễm.

## Sự nghiệp

### Tướng võ
Nguyễn Nghiễm được vào triều làm quan, làm đốc suất quân nhung, Hiệp đồng tán nhiệm với các tướng khác trong triều, có công lao.
Chúa Trịnh Giang chơi bời làm hỏng chính sự Bắc Hà. Nguyễn Nghiễm cùng các đại thần bàn nhau phế Trịnh Giang lập Trịnh Doanh làm chúa (1740). Nhờ công sách lập Trịnh Doanh, Nguyễn Nghiễm được thăng làm Tham chính Sơn Nam (1741). Ít lâu sau, ông đổi làm Tế tửu Quốc Tử Giám.
Năm 1743, ông được thăng làm Thừa chỉ Viện hàn lâm, tước Xuân Lĩnh bá. Năm 1746, nhờ có công lao, ông được phong làm Hữu thị lang bộ Công, thăng lên tước hầu và được đặc cách dự chức Bồi tụng trong tướng phủ.
Lúc đó Đàng Ngoài không yên ổn, khởi nghĩa nông dân nổ ra khắp nơi. Năm 1748, Nguyễn Nghiễm được làm Tuyên phủ sứ tán lý quân vụ, quản cơ Trấn nội, chức Tham lĩnh, tước Lệ quận công, vào Nghệ An đánh dẹp. Thắng trận trở về, ông được thăng làm Thị lang bộ Hình. Ít lâu sau, quân nổi dậy ở vùng núi Thanh Hóa lại ra, ông được sai làm Hiệp đồng đến đánh thành lũy quân địch. Nguyễn Nghiễm đánh đâu thắng đó. Quân nổi dậy bèn đi theo đường tắt đánh vào trị sở Thanh Hoa, quân triều đình thua chạy. Nguyễn Nghiễm mang quân về cứu, chiếm lại được dinh.
Đầu năm 1750, triều đình quy cho ông trách nhiệm để thất thủ Thanh Hoa nên ông bị giáng làm Đại học sĩ đông các. Cuối năm đó, Trịnh Doanh đi đánh quân khởi nghĩa của thủ lĩnh Tương ở Sơn Tây, sai Nguyễn Nghiễm làm Tán lý giữ trách nhiệm hộ giá. Ông cùng tham gia dẹp được quân Tương, nên được thăng làm Thiêm đô ngự sử.
Đầu năm 1752, ông được lệnh ra 4 đạo Sơn Tây, Hưng Hóa đánh hoàng thân Lê Duy Mật. Thắng trận trở về, ông được khôi phục chức cũ. Sang năm 1753 ông lại có công trận, được thăng làm Phó đô ngự sử.
Cuối năm 1753, Nguyễn Nghiễm được Trịnh Doanh giao làm Đốc lĩnh ở Thanh Hoa để dẹp các lực lượng nổi dậy trong vùng núi. Nguyễn Nghiễm tiến quân đến nơi, các lực lượng nổi dậy không chống nổi, bỏ chạy sang Ai Lao. Ông chia quân tiến vào Ai Lao nhưng quân khởi nghĩa đã chạy xa, nên mang quân trở về.
Năm 1755, ông được cử làm Hiệp trấn Nghệ An. Năm 1756, ông được gọi về triều thăng làm Vực quận công đi đánh lực lượng nổi dậy ở Kinh Bắc. Nguyễn Nghiễm thắng trận.

### Quan văn
Giữa năm 1754, triều đình mở thi Hội, Nguyễn Nghiễm được Trịnh Doanh cử làm Tả giám thị.
Cuối năm 1757, Nguyễn Nghiễm được thăng làm Tả thị lang bộ Hình. Đầu năm 1761, triều đình xét công đánh quân nổi dậy, Nguyễn Nghiễm được thăng làm Ngự sử, rồi Thượng thư bộ Công và vào phủ làm bồi tụng (thừa tướng), từ đó thôi không giữ việc quân mà phụ trách đội Nghiêm hữu thuộc vệ quan thị hậu.
Ít lâu sau, Nguyễn Nghiễm thêm chức Trung thư giám Quốc Tử Giám và kiêm coi Đông các, rồi làm Tổng tài Quốc sử quán.
Mùa hạ năm 1764, ông được thăng hàm Thiếu phó. Năm 1767, Trịnh Doanh chết, Trịnh Sâm lên thay thăng ông làm Thái tử thái bảo, tước Xuân quận công,bồi tụng (tể tướng).
Cuối năm 1771, ông đã 64 tuổi, bèn xin về hưu ở làng Tiền Điền. Nhưng tháng 3 năm sau (1772), Trịnh Sâm lại mời ông ra làm Tể tướng, rồi Thượng thư bộ Hộ.

### Đi nam tiến
Năm 1774, trấn thủ Nghệ An là Bùi Thế Đạt hay biết tình hình nội biến Đàng Trong có anh em Tây Sơn nổi dậy, bèn viết thư về triều nói rằng Thuận Hóa có thể đánh lấy được. Hoàng Ngũ Phúc và Nguyễn Nghiễm đều tán thành việc này. Tĩnh Đô vương Trịnh Sâm bèn quyết chí ra quân. Nguyễn Nghiễm được sung chức Tả tướng, theo Hoàng Ngũ Phúc, Bùi Thế Đạt mang 3 vạn quân đi đánh chúa Nguyễn ở Đàng Trong.
Quân Trịnh liên tiếp thắng trận. Sang đầu năm 1775, quân Trịnh đánh chiếm được Phú Xuân. Hoàng Ngũ Phúc cử Bùi Thế Đạt ở lại trấn thủ Phú Xuân, còn các tướng trong đó có Nguyễn Nghiễm theo Hoàng Ngũ Phúc tiếp tục đuổi theo chúa Nguyễn vào Quảng Nam.
Chúa Nguyễn bỏ chạy vào Gia Định. Quân Trịnh tiếp tục giao tranh với quân Tây Sơn của Nguyễn Nhạc và đánh bại Tây Sơn ở Cẩm Sa khiến Nguyễn Nhạc phải xin hàng.
Tuy nhiên sau trận Cẩm Sa, từ tháng 7 năm 1775, quân Trịnh bị bệnh dịch tràn lan, bản thân ông và Hoàng Ngũ Phúc đều nhiễm bệnh nặng. Quân Trịnh tiếp tục tiến đến đóng ở Chu Ổ thuộc địa đầu Quảng Ngãi thì dừng lại vì bệnh dịch ngày càng nhiều. Nguyễn Nghiễm bệnh nặng quá, viết thư xin Trịnh Sâm được về quê dưỡng bệnh. Trịnh Sâm chuẩn y.
Hoàng Ngũ Phúc chủ trương rút về Thuận Hóa, còn Nguyễn Nghiễm và Nguyễn Lệnh Tân vẫn đề nghị chia quân đóng giữ Quảng Nam. Cuối cùng Trịnh Sâm nghe lời Hoàng Ngũ Phúc, rút hết quân khỏi Quảng Nam về giữ Thuận Hóa.
Tình cảnh quân Trịnh rất thê thảm: hơn 3000 người nhiễm bệnh, hơn 600 người chết. Đầu tháng 10 năm 1775, Nguyễn Nghiễm cùng Hoàng Ngũ Phúc về tới Phú Xuân. Bùi Thế Đạt ở lại cùng các tướng giữ Thuận Hóa, còn Hoàng Ngũ Phúc và Nguyễn Nghiễm đều trở về bắc dưỡng bệnh, nhưng bệnh cả hai người cùng nhiều đại thần, tướng sĩ ngày càng nặng.
Tháng 11 âm lịch năm 1775, Nguyễn Nghiễm về đến quê nhà ở làng Tiên Điền huyện Nghi Xuân trong tình trạng rất gầy yếu. Không được bao lâu, tới ngày 17 tháng 11, tính theo dương lịch là ngày 07 tháng 1 năm 1776, ông qua đời, thọ 68 tuổi. Trịnh Sâm ban tên thụy cho ông là Trung Cần và truy phong Thượng đẳng phúc thần

## Tác phẩm
Ông cùng Ngô Thì Sĩ có làm lời chú và lời bàn trong bộ Đại Việt sử ký bản kỉ tục biên.
Ngoài ra, ông còn soạn các tác phẩm:
- Xuân trung liên vịnh
- Xuân Đình tạp vinh
- Việt sử bị lãm
- Lạng Sơn đoàn thành đồ chí
- Cổ lễ nhạc chương thi văn tập
- Khổng Tử mộng Chu Công

## Gia đình
Nguyễn Nghiễm có tất cả tám người vợ và 21 người con (12 trai, 9 gái).

### Vợ và thê thiếp
- Chính thất Đặng Thị Dương (1713–1780), con gái thứ hai của Đô ngự sử Đặng Sỹ Vinh. Bà là người có nhan sắc, thông minh lại thông kinh sử, bà lấy chồng năm 16 tuổi,  năm 22 tuổi sinh ra Nguyễn Khản, sau sinh thêm một người con gái tên là Hiên (mất lúc 14 tuổi), năm 1767 bà được gia phong là Quận phu nhân. Năm 1780 bà mất tại nhà riêng của Nguyễn Khản tại Thăng Long và được đưa về quê an táng tại cánh đồng làng Đan Phổ, huyện Nghi Xuân. Năm 1783, bà được phong  là Ôn thục Từ dụ Quận phu nhân, được tế theo lễ bậc Trung đẳng phúc thần.[9]
- Kế thất Đặng Thị Tuyết (1725–1745) là em bà Đặng Thị Dương, về làm vợ Nguyễn Nghiễm năm 15 tuổi. Năm 20 tuổi sinh Nguyễn Điều nhưng sinh con được hơn hai tháng thì bà mất, được an táng tại xứ Đồng Thung, thôn Trung Xá, Đan Hải. Sau khi mất bà được phong tặng Tự phu nhân, năm Quí Mão (1783) bà được gia tặng Quận phu nhân.[9]
- Trần Thị Tần (1740–1778), con gái một người làm chức Câu kế, quê ở Kinh Bắc (nay là Bắc Ninh), là vợ ba của Nguyễn Nghiễm. Bà kém chồng tới 32 tuổi và sinh được 5 con, gồm 4 trai, 1 gái.[10][11]

### Con cái
- Con trưởng là Nguyễn Khản làm đến Tham tụng triều Lê mạt. Đương thời Nguyễn Khản và Nguyễn Nghiễm cùng làm quan trong triều.
- Nguyễn Đề làm quan nhà Tây Sơn giữ chức Tả đồng nghị Trung thư sảnh, đã từng đi sứ sang Yên Kinh dự lễ nhường ngôi của vua Càn Long nhà Thanh, họa thơ cùng các sứ thần Triều Tiên.
- Đại thi hào Nguyễn Du là con thứ 7 của ông và bà vợ ba Trần Thị Tần.
- Ông có con rể là Vũ Trinh, Tham tri Chính sự thời Hậu Lê, là một danh nhân văn hóa. (Người con gái của Tể tướng Nguyễn Nghiễm và bà Trần Thị Tần là Nguyễn Thị Diên gả cho Vũ Trinh, người xã Xuân Lan, huyện Lang Tài)

## Nhận định
Vua Lê Hiển Tông ban tặng ông câu đối "Lưỡng triều danh Tể tướng - Nhất thế đại nho sư"

Chánh sứ Nhà Thanh tặng ông 4 chữ "Dịch Thế Thư Hương"

Sử gia Phan Huy Chú nhận định về ông như sau:
Ông tài lược văn võ, lúc nhỏ học giỏi thi đỗ. Trải thờ 3 triều, quanh quẩn chỗ đài thự, vào làm tướng văn ra làm tướng võ, ở ngôi Tể tướng 15 năm. Ông sắp đặt gọn mọi việc bề bộn, đối xử ứng tiếp lúc nào cũng như lúc nào, Ân vương (Trịnh Doanh) thường khen là người có đức vọng tài trí. Là bậc nguyên lão trong nước, làm cột đá cho triều đình, công lao và danh vọng long trọng, đời bấy giờ ai cũng khen ngợi.